# Джеспер (округ, Техас)
Шаблон:StateAbbr_ 30°44′ пн. ш. 94°02′ зх. д. / 30.74° пн. ш. 94.03° зх. д.
Округ Джеспер (англ. Jasper County) — округ (графство) у штаті Техас, США. Ідентифікатор округу 48241.

## Історія
Округ утворений 1837 року.

## Демографія
За даними перепису 2000 року загальне населення округу становило 35604 осіб, зокрема міського населення було 8160, а сільського — 27444. Серед мешканців округу чоловіків було 17308, а жінок — 18296. В окрузі було 13450 домогосподарств, 9970 родин, які мешкали в 16576 будинках. Середній розмір родини становив 3,03.
Віковий розподіл населення поданий у таблиці:
| Стать    | До 15 років | 15-21 | 22-29 | 30-39 | 40-49 | 50-65 | 65-85 | Понад 85 |
| -------- | ----------- | ----- | ----- | ----- | ----- | ----- | ----- | -------- |
| Чоловіки | 3872        | 1756  | 1600  | 2426  | 2508  | 2804  | 2168  | 174      |
| Жінки    | 3797        | 1694  | 1608  | 2469  | 2474  | 3134  | 2681  | 439      |

## Суміжні округи
- Сан-Августин — північ
- Сабін — північний схід
- Ньютон — схід
- Орандж — південь
- Гардін — південний захід
- Тайлер — захід
- Анджеліна — північний захід

## Виноски
1. ↑  U.S. Decennial Census. United States Census Bureau. Архів оригіналу за 26 квітня 2015. Процитовано 2 травня 2015.
2. ↑  Texas Almanac: Population History of Counties from 1850–2010 (PDF). Texas Almanac. Архів оригіналу (PDF) за 26 лютого 2015. Процитовано 2 травня 2015.
3. ↑  State & County QuickFacts. United States Census Bureau. Архів оригіналу за 18 жовтня 2011. Процитовано 18 грудня 2013.(англ.) Наведено за англійською вікіпедією.
4. ↑  American FactFinder. Бюро перепису населення США. Архів оригіналу за 21 травня 2008. Процитовано 31 січня 2008.

| США | Це незавершена стаття з географії США. Ви можете допомогти проєкту, виправивши або дописавши її. |